# Stine Holm Joensen
Stine Holm Joensen (født 19. november 1969) er en dansk skuespillerinde.
Hun blev uddannet fra Skuespillerskolen ved Odense Teater i 1998.

## Filmografi
- Bænken (2000)
- En chance til (2015)

### Tv-serier
- Forbrydelsen (2007)
- Limbo(2012)
- Tomgang (2015)